# عملية بلومبات
عملية بلومبات هي عملية سرية قامت بها إسرائيل في مارس 1968
للحصول على كعكة اليورانيوم الصفراء (خام اليورانيوم المعالج)
لدعم برنامج التسلّح النووي.
توقفت فرنسا عن تزويد إسرائيل بوقود اليورانيوم لمفاعل ديمونا النووي بعد الحرب العربية الإسرائيلية عام 1967، وتعتقد مصادر عديدة أنه في عام 1968 تمكنت إسرائيل من الحصول على 200 طن من الكعكة الصفراء من شركة التعدين البلجيكية يونيون مينيير (حالياً-أوميكور)، وشحنت اليورانيوم المعالج المستخرج في الكونغو من أنتويرب إلى جنوة لشركة واجهة أوروبية عن طريق نقل الخام إلى سفينة أخرى في البحر. انتهكت هذه العملية السرية للموساد  ضوابط الوكالة الأوروبية للطاقة الذرية (يوراتوم) .
اسم عملية بلومبات مشتق من الكلمة اللاتينية "plumbum"، والتي تعني الرصاص، وهي إشارة إلى وضع العلامات على البراميل المستخدمة في نقل الكعكة الصفراء.

## عملية الموساد
رتب عملاء الموساد لإنشاء شركة وهمية تسمى شركة بيسكاين للشحن التجاري في ليبيريا لشراء سفينة شحن عابرة للمحيطات؛ أصبحت هذه هي شيرسبيرج A (شيرسبيرج هي مدينة في شمال ألمانيا، بالقرب من الحدود مع الدنمارك). وبمساعدة مسؤول متعاون في شركة بتروكيماويات ألمانية، دُفع مبلغ 3.7 مليون دولار لشركة يونيون مينيير مقابل 200 طن من يورانيوم الكعكة الصفراء. وتُركت الكعكة الصفراء فوق مخزون اليورانيوم المستخرج من شينكولوبوي، في كاتانغا العليا. وحُمل هذا على سفينة الشحن التي أعيد تسميتها باسم أخر ورُتب عقد مع شركة طلاء إيطالية لتعالج الكعكة الصفراء.

## اعتراف عميل الموساد
في عام 1973، ألقي القبض على عميل الموساد المشتبه به دان إرت (دان أربيل) في النرويج، واُتهم أنه ساعد في اغتيال أحد الإرهابيين الفلسطينيين الذين قتلوا أحد عشر رياضياً إسرائيلياً في الألعاب الأولمبية عام 1972 في ميونيخ. روى إيرت القصة أثناء سجنه كوسيلة ليثبت للنرويجيين أنه كان عميل في الموساد. بدت القصة أكثر مصداقية بمجرد أن تبين أن إيرت قد ورد اسمه كرئيس لشركة الشحن الليبيرية المستخدمة لشراء شيرسبيرج A.
وفي عام 1977 سُربت قضية بلومبات من قبل بول ليفينثال، وهو محام سابق في مجلس الشيوخ الأمريكي، في مؤتمر لنزع السلاح، وقال إن شحنة الكعكة الصفراء المسروقة كانت كافية لتشغيل مفاعل مثل ديمونا لمدة تصل إلى عشر سنوات.
وقد التزم المسؤولون الإسرائيليون الصمت في البداية عندما أجريت التحقيقات، ثم أصدروا نفيا لجميع جوانب القصة المتعلقة بإسرائيل.

## الترويج
كتاب واقعي بعنوان قضية بلومبات من تأليف إيلين دافنبورت وبول إيدي وبيتر جيلمان، نُشر في عام 1978 من قبل شركة فوتورا للمطبوعات المحدودة،(إيسبن 0233970169)
يدعي كتاب «عملية سفينة اليورانيوم» لمناحيم برتغالي ودينيس آيزنبرغ وإيلي لانداو، الذي نشرته دار سيجنيت (حالياً-المكتبة الأمريكية الجديدة) في عام 1978، أنه يقدم تفاصيل.
يُعد كتاب الثلاثي الصادر عام 1979 للكاتب كين فوليت، أيضا عن دار سيجنيت، بمثابة إعادة تصوير ترفيهي للأحداث.